# Worldvision Enterprises
Worldvision Enterprises, Inc. était un distributeur de programmes télévisés et de vidéos créé en 1959 comme une filiale d'ABC Films (créé en 1954). C'était la branche distribution d'American Broadcasting Company, la production étant assurée par ABC Circle Films, créée la même année. La société distribua tout d'abord des productions d'autres producteurs avant de distribuer celles d'ABC.
Après une histoire tumultueuse, le catalogue est maintenant géré par CBS Television Distribution et Republic Pictures.

## Historique
En 1959, ABC International crée une société nommée Worldvision Enterprises pour la syndication à l'international. Elle complète l'offre de syndication assurée par ABC Films depuis 1954.
En 1971, la FCC décide que la production et la syndication des émissions ne peuvent plus être faite par la même société. Dès 1972, ABC Films est découpée en Worldvision (syndication) et ABC Circle Films (production). Worldvision est vendue à des responsables d'ABC pour près de 10 millions d'USD.
Worldvision Enterprises a appartenu à plusieurs entreprises depuis sa création. Elle était au départ la division américaine de la distribution des films d'ABC. Après sa scission d'ABC à la suite d'une décision de la FCC en 1971, elle est achetée en 1979 par Taft Broadcasting. Cette société assure alors un important développement de la division vidéo durant les années 1980.
À partir de 1990, Taft se lance dans de nombreuses ventes afin d'éviter la banqueroute qui surviendra en 1993. En 1990 elle revend le catalogue de Ruby-Spears comprenant les personnages d'Hanna-Barbera à Turner Broadcasting, futur Time Warner.
En 1991, Taft Broadcasting revend Worldvision à Spelling Entertainment Group. Peu après, Aaron Spelling transforme la division de production Worldvision en un service parfaitement fonctionnel de sa société et le nom disparaît absorbé par Republic Pictures. La division de distribution continue d'exister quelques années jusqu'à la fusion de Spelling/Republic avec Viacom en 1999. Viacom était la branche distribution de CBS qu'elle racheta la même année. Les activités de Worldvision sont depuis partagées entre CBS Paramount Television et Republic Pictures.
En 2000, Worldvision Enterprises a été acheté par Starz.
En 2006, les activités de CBS Paramount Domestic Television, CBS Paramount International Television et King World Productions ont été regroupées sous le nom CBS Television Distribution filiale de CBS Corporation.

## Activités passées
Parmi les émissions distribuée par Worldvision durant de nombreuses années, on peut citer :
- le catalogue ABC d'avant 1973
- le catalogue NBC d'avant 1973 dont La Petite Maison dans la prairie et Bonanza
- le catalogue Quinn Martin dont Le Fugitif et Les Rues de San Francisco
- les productions d'Aaron Spelling dont Twin Peaks, La croisière s'amuse , Beverly Hills 90210, Melrose Place
- les productions d'Hanna-Barbera dont Les Schtroumpfs, Jonny Quest, Scooby-Doo
- les productions de Ruby-Spears dont Mr. T, Les Centurions
- les longs métrages produits par Carolco Pictures
- et d'autres productions dont Casper le gentil fantôme, Let's Make a Deal, I Married Joan, Happily Ever After, Get Smart...Again!, Dark Shadows, Judge Judy, Judge Joe Brown,

## Catalogue actuel
Actuellement, le catalogue de la société Worldvision est détenu par différentes sociétés :
- les productions Hanna-Barbera et la plupart des productions Ruby-Spears appartiennent depuis 1996 à Time Warner, et sont distribués par Warner Bros. Television Distribution and Telepictures, grâce à l'achat en 1990 par TBS. Ce catalogue a permis de lancer avec le catalogue Metro-Goldwyn-Mayer et Warner Bros. d'avant 1948, de lancer la chaîne Cartoon Network
- l'émission Let's Make a Deal est détenu par FremantleMedia
- le reste est détenu et distribué par CBS Paramount Television

## Films
- Emerson (2001)
- Monster's Pet (2004)

## Films sortis directement en vidéo
- Belle's Magical World
- Mickey's Magical Christmas: Snowed in at the House of Mouse
- Mickey's House of Villains
- The Filntstones in Viva Rock Vegas
- The Lion King 1½ (2004, DisneyToon Studios)
- Master New Groove (2005, DisneyToon Studios)
- Tom and Jerry: Blast Off to Mars (2005, Warner Bros. Animation)
- Grave Digger
- Tom and Jerry: Shiver Me Whiskers (2006, Warner Bros. Animation)
- Bah, Humduck! A Looney Tunes Christmas (2006, Warner Brothers Animation)
- The Fox and the Hound 2 (2006, DisneyToon Studios)
- The Little Mermaid: Ariel's Beginning (2008, DisneyToon Studios)
- Curious George 2: Follow That Monkey! (2010, Universal Animation Studios)
- Cars

## Worldvision contre World Vision
Un fait étonnant du logo de la société est la présence de la mention "Not affiliated with World Vision International, a religious and charitable organization." (Non affiliée avec World Vision International, une organisation religieuse et charitable). Cette présence est une conséquence d'un procès intenté au milieu des années 1970 par l'organisme religieux à l'encontre du distributeur, par rapport à l'utilisation du nom "Worldvision". Le jugement avait établi que le distributeur pouvait continuer à utiliser le nom mais devait indiquer son éloignement de l'organisme.